# Jaume Sisa i Mestres
Jaume Sisa i Mestres   (Barcelona, 24 de setembre de 1948), conegut simplement com a Sisa, és un músic i cantautor català, i en menor mesura també actor, autor de la cançó Qualsevol nit pot sortir el sol, la seva obra més emblemàtica, inclosa al disc homònim de 1975. També són conegudes i recordades cançons com Nit de Sant Joan, El setè cel i L'home dibuixat.
També és autor de la resemantització del terme galàctic', per referir-se al contingut de la seva obra i a la d'altres autors coetanis i posteriors. Per això és popularment conegut també amb el sobrenom d'"el cantautor galàctic".
Es tracta d'una de les principals icones de la contracultura underground catalana i dels moviments artístics, bohemis i hippies de la Barcelona dels anys 70 i 80, juntament amb figures com Pau Riba, Gato Pérez, Carles Flavià o Jordi Batiste. Al llarg de la seva carrera ha cultivat estils musicals tan dispars com la música progressiva, el rock, el folk, el musical, la cançó, la rumba, la copla i el bolero. Ha publicat 30 treballs discogràfics (dos dels quals, recopilatoris), 8 llibres, i ha partitipat en nombroses produccions d'altres artistes, una desena d'obres de teatre i una vintena llarga de pel·lícules i programes de televisió, ja sigui com a actor, cantant o com a compositor d'espectacles i bandes sonores. La seva obra ha influït diverses generacions posteriors de músics i cantautors.
Va ser membre del col·lectiu Grup de Folk i de les formacions Música Dispersa i Orquestra Plateria. També va col·laborar estretament amb el grup teatral Dagoll Dagom.
Malgrat que va escriure la major part de la seva obra en català, durant una etapa de la vida es va establir a Madrid, on va adoptar l'heterònim Ricardo Solfa. Durant aquesta època va editar quatre treballs discogràfics en castellà. Al llarg de la seva carrera també va utilitzar els pseudònims Ventura Mestres i Aramando Llamado.

## Biografia
Fill d'un antic combatent de la FAI i de mare catòlica, neix al carrer Poeta Cabanyes del barri del Poble-sec de Barcelona, el 24 de setembre de 1948, davant per davant de la casa de Joan Manuel Serrat, que era cinc anys més gran que ell. Va néixer amb una greu miopia congènita que no li va ser detectada fins als cinc anys i que el marcarà la resta de la seva vida. En l'ambient humil d'una família de classe treballadora, i amb el rerefons encara recent de la Guerra Civil, de la qual el seu entorn se sentia la part perdedora,la seva infància va transcórrer com la de la majoria de nois del barri a la seva edat durant la dictadura: jugant al carrer, llegint còmics com el TBO, escoltant la ràdio i amb molta proximitat al món de la faràndula i l'espectacle de varietats típics del Paral·lel. Tot aquest entorn influirà profundament en la seva futura obra.
De jove va treballar en oficis gens vinculats a la música, fins que va tenir diners per comprar-se la primera guitarra. A partir de llavors, influït per la música ié-ié de moda a l'època i pel grup The Shadows, pel qual sentia devoció, aprengué a tocar i començà a freqüentar els ambients bohemis barcelonins (com el San Carlos Club, el Kikirikí o el Tokio), on va entrar en contacte amb artistes i gent inquieta com Jordi Batiste, que en aquella època ja havia format el grup Els 3 Tambors (grup que va funcionar entre 1964-1967), Arnau Alemany o Enric Herrera. Va ser de la mà dels germans Batiste que Sisa va conèixer el personatge i l'obra de Bob Dylan, que li va causar una impressió profunda.
De la mà d'Herrera, que més endavant formaria Maquina! amb el mateix Batiste, viatjà per França per fer de tècnic d'un grup de versions durant uns mesos, una experiència que li va obrir horitzons. A les pauses del grup començà a fer petites actuacions en solitari versionant Bob Dylan i altres cantants folk del moment. Des de París, on van viure molt precàriament, els va sorgir l'oportunitat d'anar a tocar sis mesos en un hotel de Tunísia. Durant aquests viatges entra en contacte amb la realitat de l'exili republicà i amb la gran cultura occidental, comença a llegir autors com Allen Ginsberg, Henry Miller, Albert Camus i Søren Kierkegaard, i compon les primeres cançons. Torna a Barcelona el 1967 i és llavors que coneix Pau Riba, amb qui comença una relació d'amistat, col·laboració i admiració mútues, que durarà ja tota la vida. Seran Riba i Batiste els qui l'apadrinaran perquè entri a formar part del Grup de Folk, un col·lectiu a partir del qual se li començaran a obrir les portes de la incipient indústria cultural, amb actuacions com la del Festival del Parc de la Ciutadella del maig del 1968, i podrà enregistrar el primer senzill.
Entre 1969 i 1971 forma el grup Música Dispersa juntament amb Albert Batiste, José Manuel Bravo (en Cachas) i la flautista Selene. En aquesta època entra en contacte amb gent com Xavier Mariscal, Oriol Regàs o els Smash. Amb tot, i malgrat haver publicat ja el primer disc, Orgia (1971), la carrera de Sisa no acaba d'arrencar; no surten actuacions, no troba mànager que el vulgui representar i no hi ha cap discogràfica que aposti pel seu treball. L'any 1972 decideix allunyar-se durant un temps de la música i treballa en una companyia d'assegurances. Malgrat tot, continuarà component.
L'any 1974 mor la seva mare, quan encara no li havia arribat l'èxit. És llavors que la seva carrera musical agafa embranzida, de la mà de Rafael Moll (amic, productor i programador de la sala Zeleste, que havia obert l'any anterior). En aquell moment ja tenia compostes la majoria de les cançons que després formarien els discs de la seva trilogia clàssica: Qualsevol nit pot sortir el sol (1975), Galeta Galàctica (1976) i La Catedral (1977). Rafael Moll serà la mà dreta de Sisa durant tota aquesta època.
Amb aquests tres discs, Sisa descobrirà l'èxit i s'acabarà consolidant com una figura de referència en l'escena musical catalana. De la nit al dia, Sisa esdevé un personatge famós i comença a aparèixer en diaris, revistes, ràdios i televisions. Aquesta època coincideix, a més, amb una etapa d'obertura cultural de Barcelona, un cop mort el dictador Franco. La sala Zeleste serà l'epicentre de tot aquest moviment, que artísticament culminarà amb l'eclosió de l'anomenada Ona Laietana. I Sisa en formarà part i ho viurà amb molta intensitat.
A partir del 1979 comença a mutar d'estil i entra en una època de gran eclecticisme que el portarà finalment l'any 1985 fins a Madrid, on acabarà canviant de nom públicament per passar a anomenar-se Ricardo Solfa i provarà de fer una carrera artística en castellà. A Madrid s'hi estarà fins al 2000. Durant aquests anys entra en contacte amb personatges com Javier Krahe, Joaquín Sabina, Carlos Tena, Moncho Alpuente o el pintor Octavio Colis, amb els quals fins i tot formarà una tertúlia estable.
L'any 1993, quan en tenia 45, va patir un primer infart de miocardi durant una actuació a Madrid.
Al llarg de la vida se li coneixen alguns amors, però cap parella estable. No va tenir fills.
L'any 2008 va ser l'encarregat de dir el pregó de les Festes de la Mercè.
Durant la primera dècada del 2000, Sisa es va significar públicament en contra de les baixades il·legals de música a través d'Internet. El 2012 va ser portaveu de la candidatura Autores Más que Nunca, que aspirava a presidir la Societat General d'Autors i Editors (SGAE). A partir del 2014, es mostra públicament escèptic amb l'anomenat Procés. L'any 2019, en una entrevista al setmanari El Temps, declara que "la independència de Catalunya és impossible, per tres raons: primera, perquè Espanya no consentirà mai que Catalunya se’n vagi; segona, els catalans no som capaços de fer el sacrifici necessari –jugar-nos la pell i el patrimoni– per intentar-ho. I tercera, perquè ningú no ens ajudarà."
A partir de la dècada dels anys 20, començarà a rebre tota mena de reconeixements públics a Catalunya. El 2022 se li va atorgar la Medalla d'Or al Mèrit Cultural de l'Ajuntament de Barcelona per "la seva trajectòria com a cantant i la seva contribució a consolidar la cançó catalana", en un acte presidit per l'alcaldessa Ada Colau. El 2023 va ser distingit pel Govern de Catalunya amb la Creu de Sant Jordi. El 2024 va rebre el premi Enderrock d'Honor, en commemoració dels 50 anys del disc Qualsevol nit pot sortir el sol.
Entrevistat a Catalunya Ràdio el 2023, Sisa declarava que "com que no he triomfat mai, no sé què és l'èxit" i afegia que "jo sempre he fracassat perquè el desig és insaciable, és infinit, i aleshores, el poquíssim que he aconseguit no ho puc considerar un èxit".
El 2024 és guardonat amb el premi Enderrock d'Honor per la seva trajectòria artística.

## Trajectòria

### Els primers anys (1968-1974)
El desembre del 1967, Sisa fa el seu primer concert a Barcelona, a l'Escola Massana, en un espectacle compartit amb Guillermina Motta i Xavier Ribalta. Vinculat al col·lectiu Grup de Folk, l'any 1968 publica un primer senzill que contenia dues cançons: “L’home dibuixat”, de ressonàncies ie-ie, un dels sons que l'havien captivat des de l'adolescència, i “Orgia Nº 1”. La presentació es va fer a la mítica Bodega Bohemia apadrinat pel Gran Gilbert. De moment, però, no va funcionar gaire. Se'n van vendre uns mil exemplars.
Després va provar sort amb l'efímer conjunt instrumental de música avanguardista Música Dispersa, amb el qual només publicarien l'àlbum homònim, el 1970, un disc del qual en aquell moment només es van vendre alguns centenars d'exemplars, però que anys després ha esdevingut un disc de culte. El mateix any 1970 participa com a músic d'estudi en el disc Dioptria 2, de l'amic Pau Riba. El 1971 publicaria el seu primer disc de llarga durada (LP), l'heterodox Orgia, densa mostra de varietats musicals i poètiques. Gravat en temps de total confraternització generacional, Orgia va comptar amb el concurs de diversos elements del panorama underground de la Barcelona d'aquell tombant de dècada, com els membres de Música Dispersa, el mateix Rafael Moll, que més endavant li produiria uns quants àlbums, Albert Batiste, Tita Soler (germana de Toti Soler), Xavier Riba i Paco Pi.

### Trilogia clàssica, consolidació i èxit (1975-1979)
En només tres anys, entre 1975 i 1977, Sisa publicarà la trilogia d'àlbums que més repercussió tindran de tota la seva carrera artística. Es tracta dels treballs discogràfics Qualsevol nit pot sortir el sol, Galeta Galàctica i La Catedral, que recullen cançons compostes, gairebé en la seva totalitat, durant els 4 anys anteriors, quan encara no li havia arribat el reconeixement. Entre els tres, representen l'època de major influència artística i social de Sisa i la que deixarà una empremta més profunda en la memòria col·lectiva.
El primer dels tres treballs apareix a principis del 1975: Qualsevol nit pot sortir el sol va tenir un èxit immediat i ha esdevingut el més reconegut dels seus àlbums. La cançó que li dona nom ha esdevingut un himne generacional que ja sempre més l'ha acompanyat, amb milers de vendes, reproduccions digitals i centenars de versions d'altres grups i músics. L'àlbum va estar produït per Rafael Moll i Ricard Casals com a tècnic de so, amb els quals va saber plasmar l'imaginari i el so característic que el faria reconeixible al gran públic. A més de la cançó Qualsevol nit pot sortir el sol, el disc contenia també altres composicions molt recordades i conegudes com ara El fill del mestre, El setè cel, Maria Lluna o Senyor Botiguer.
La prohibició del govern civil de l'actuació de Sisa al Festival Canet Rock d'aquell any convertiria en mítica la cançó que donava títol a l'àlbum quan els organitzadors del festival la van fer sonar en un escenari enfosquit i on només s'il·luminava el micròfon. L'èxit assolit va fer que es multipliquessin les presentacions en viu, que aviat transcendirien l'àmbit català. L'any següent ja va poder participar en l'edició de 1976 del Canet Rock. És en aquest moment també que Sisa forma un grup estable amb Dolors Palau (flautes i veu), Xavier Riba (violí), Paco Pi (baix), Quino Béjar (bateria) i Manel Joseph (percussió i veus). Aquesta serà la banda amb què actuarà durant els anys següents i amb la qual viatjarà per tota la geografia espanyola. Part d'aquests músics militaven també a l'Orquestra Plateria, que el mateix Sisa havia contribuït a fundar l'any anterior.
Galeta Galàctica (1976) és el segon disc de la trilogia, produit també per Rafael Moll i Ricard Casals. Amb una sonoritat d'aparença descurada, aquest treball intentava reflectir el directe dels concerts que feia amb la banda pròpia. L'àlbum inclou l'himne fundacional El Cabaret Galàctic, que iniciarà el camí cap a la resementatizació del terme galàctic i tota l'aportació estètica que hi associarà. Anys més tard, Sisa explicaria que aquell cabaret galàctic de la cançó no era res més que "una projecció, una sublimació, de la mateixa sala Zeleste". A part, també hi apareixien altres cançons importants de la seva trajectòria com el blues A sota l'alzina, la psicodèlica El comptador d'estrelles, peces més aviat country com Òrbites blaves o La primera comunió, amb la qual fins i tot es pot intuïr el pòsit del rock simfònic en l'obra del cantautor.
La triologia es tanca amb La Catedral (1977), amb què Sisa resol el repte de concebre un àlbum doble el qual representarà la culminació d'aquesta etapa tan creativa i reconeguda. Part d'aquesta nova entrega, molt més mística i fosca que les anteriors, s'havia enregistrat fora dels estudis de gravació, ja fos en una masia, una ermita o als mateixos despatxos de la sala Zeleste. Com a àlbum doble que és, i a imitació del mític Dioptria de Pau Riba, conté un primer disc amb una producció complexa i rica que reflecteix un so de banda, amb moments propers al món del rock o el ié-ié, i d'altres als ambients bohemis de les orquestres de ball; i un segon disc de tipus més intimista, amb un so acústic més aviat proper al folk i amb cert a espai per a l'espontaneïtat a l'hora d'enregistrar-lo. Inclou cançons com ara Mambo, Tres cavalls, que seria inclosa en recopilatoris de l'època, o La Noia de Hawai, que més endavant ell mateix revisitaria transmutada en la celebrada Transilvania Girl. D'entre els músics que hi van participar, que van conviure durant tot el procés, destaquen el baixista Albert Batiste, que no havia tocat més amb Sisa des de l'època d'Orgia i Música Dispersa, i el baterista Josep Fortuny, de la Companyia Elèctrica Dharma, en una de les seves aparicions més desconegudes.
La gira de presentació d'aquest disc també es va fer per tot Espanya. Al juliol de 1977 actua al Parc Güell en el marc de les Jornades Llibertàries Internacionals de Barcelona.
Durant aquesta època també va compondre la música d'Antaviana, un espectacle musical dels primers Dagoll Dagom basat en textos de Pere Calders, amb qui tindria una relació directa. L'espectacle, en què el mateix Sisa formava part del repartiment, es va estrenar el 27 de setembre de 1978 a la sala Villarroel de Barcelona i també va fer temporada a Madrid. Va representar la primera de les fructíferes col·laboracions que l'artista i el grup teatral mantindrien en el futur. El 1979, Antaviana també es va convertir en un disc.
En aquesta època també iniciarà una fructífera col·laboració amb Miquel Obiols que el portarà a aparèixer sovint, i durant els propers anys, en diversos dels primers programes infantils en català de Televisió Espanyola, com Terra d'escudella (1977), Quitxalla (1979), La Cucafera (1981) i Planeta imaginari (1983). Aquestes aparicions, a partir de les quals passarà a ser un personatge popular també en la franja familiar, incloïen sintonies, veus en off, actuacions i animacions en directe i fins i tot petites representacions en forma de marioneta.

### Etapa eclèctica (1979-1985)
Després de La Catedral, i amb 30 anys, Sisa fa un punt i a part radical a la seva carrera. L'any 1979 enllesteix l'àlbum La màgia de l'estudiant, que representa un canvi estilístic, amb cançons que no tenen res a veure amb les que havia compost fins llavors, amb músics diferents, amb un tractament sonor convencional i unes orquestracions de Josep Maria Bardagí properes a la cançó lleugera. L'objectiu de l'artista era rendibilitzar millor la carrera amb un àlbum comercial, però ni el públic ni la crítica van acabar d'entendre el canvi.
El fracàs del disc és tan evident que ni tan sols se'n fa una presentació en directe. Malgrat això, a finals del mateix any, Sisa entra en contacte amb la jove banda de rock Melodrama, amb qui col·laborarà els següents dos anys. Amb ells torna a canviar l'estil i el directe. És amb aquesta formació amb qui finalment entoma de nou el repte de fer una gira per tot Espanya, que serà tot un èxit, però ja no serà la gira del disc anterior, sinó l'avançament del següent.
El 1980 es posa a la venda Sisa i Melodrama. En aquell treball, amb aparença de directe, però que en realitat és un disc d'estudi amb aplaudiments enllaunats, Jaume Sisa revisava part del seu material anterior, a banda d'oferir algunes composicions inèdites. Durant el mateix any 1980, Sisa va compondre la sintonia del programa infantil de Televisió Espanyola "La Cucafera". El programa, dirigit per Miquel Obiols, va tenir 33 episodis i va ser emès entre el 1981 i el 1982 pel circuit català de RTVE. La cançó, la primera incursió de Sisa en el món de la rumba, no apareixerà publicada fins al 2013, en el disc de rareses Extra.
Passada l'experiència elèctrica, Sisa tornarà a col·laborar amb Dagoll Dagom, aquesta vegada component i interpretant les cançons de l'exitós espectacle Nit de Sant Joan, que girarà amb la companyia per Espanya, Alemanya i Itàlia durant gairebé 600 funcions. L'espectacle, que va portar Sisa a noves quotes de popularitat, tindrà dues versions discogràfiques, en català i castellà, que s'editaran simultàniament l'any 1981. De la traducció al castellà se n'encarregaren Jaime Gil de Biedma i Juan Marsé, amb qui Sisa començarà una relació artística i d'amistat. Durant aquesta època també estableix amistat amb Pepe Rubianes, que fins llavors va ser actor de la companyia.
El mateix any, mentre seguien les funcions amb Dagoll Dagom, Sisa va cuinar amb Antoni Miralda, artista conceptual, el projecte plurilingüe Barcelona Postal. El cantant -glosador d'escenes barcelonines ja amb anterioritat- només va signar la cançó homònima d'aquell àlbum. La resta de material procedia dels compositors més diversos, tant pel que fa als orígens com a les èpoques, com ara Maurice Chevalier o Stephen Sondheim.
La voluntat de tornar als orígens de la cantautoria va empènyer Sisa a fer el llarga durada Roda la música (1983), amb totes les cançons dedicades a amics, institucions o personalitats públiques. El disc estava produït de nou pel seu amic Rafael Moll i comptava amb un jove Marc Grau com a guitarrista i arranjador, que ja havia col·laborat puntualment en els dos discos anteriors; Grau també formarà part de la banda en directe amb què Sisa farà una tanda d'actuacions per presentar el nou àlbum.
El 1983 també compon la música de l'espectacle Èxit, del grup teatral Tricicle, que es va estrenar l'any següent.
I és en aquest moment de gran creativitat que arriba un enigmàtic comiat. El 21 de juny de 1984, Sisa convoca la premsa en un hotel de luxe de Barcelona i anuncia formalment que es retira del món de l'espectacle. El comiat de Sisa després de setze anys d'activitat creadora es va concretar en diverses accions, iniciades amb el doble àlbum Transcantautor: última notícia (1984). Amb freqüents intervencions d'alguns dels seus millors amics, el disc dona compte del pas emprès per l'artista, amb setze noves cançons i una versió d'una cançó de les primeres èpoques.
El poemari Lletres Galàctiques i l'exposició Memòria Representada al Palau Macaya van certificar la desaparició -temporal- de Jaume Sisa i l'aparició a Madrid d'un cantant de boleros anomenat Ricardo Solfa.

### Etapa madrilenya (1985-1996)
El 1985 va establir-se a Madrid on va intentar fer-se un lloc cantant en castellà amb l'heterònim Ricardo Solfa, un nom que ja havia utilitzat anteriorment com a vocalista de la primera Orquestra Plateria. El personatge representava un pretès intèrpret de boleros i de cançó melòdica que hauria treballat tota la vida com a músic de creuers i que deia no saber qui era el tal Jaume Sisa de qui tothom li parlava. Sota aquest alter-ego va publicar quatre treballs discofràfics, es va prodigar per platós de televisió i va participar com a actor de repartiment en diverses pel·lícules de l'època, però aquest gir de guió no va acabar mai de ser comprès pel seu públic de sempre i tampoc va aconseguir arribar a gaire públic nou. Als 75 anys, en una entrevista a Catalunya Ràdio, Sisa admetria que "Ricardo Solfa va fracassar perquè va viure una ucronia: no li tocava estar allà on va estar en el moment en què va succeir, i per això ningú el va entendre".
La presentació del "nou" artista es va fer en un concert a la sala Elígeme de Madrid, el 9 de desembre de 1986. Aquell mateix any ja havia col·laborat amb Joaquín Sabina en un concert que va ser gravat i editat en disc. En aquest àlbum, titulat Joaquín Sabina y Viceversa en directo, Ricardo Solfa hi interpretava el tema Hay mujeres, una cançó composta a quatre mans per tots dos que l'any següent va ser inclosa al primer disc de Solfa i més tard al recopilatori d'autoversions Bola voladora de 2002. El mateix any 1986 posa música i apareix a la pel·lícula Delirios de amor dirigida a tres bandes per Luís Eduardo Aute, Cristina Andreu i Antonio González-Vigil (de la qual més endavant també se'n faria una sèrie) i en l'obra teatral de Moncho Alupente, La reina del Nilo.
Carta a la novia (1987) va ser el primer disc d'estudi publicat com a Ricardo Solfa. Produït i editat per Mario Pacheco, va ser presentat en directe amb una tanda de concerts al teatre Albeniz i contenia 10 cançons, entre les quals una versió de Luna de Miel de Theodorakis, popularitzada a Espanya per Gloria Lasso i Paloma San Basilio i la cançó Delirios de amor apareguda al cinema l'any anterior. La majoria de temes del disc estaven signats per Armando Llamado, que no era altre que el mateix Sisa amb un nou pseudònim. El mateix any, el Diario 16 atorga a Ricardo Solfa el premi Icaro en la categoria de música.
El segon treball discogràfic com a Ricardo Solfa va ser Cuando tu seas mayor (1988). Amb una portada dissenyada per Mariscal i amb composicions de Sabina, Alpuente, Dionís Oliver (guitarrista de Melodrama) i del mestre Bardagí (a més de les d'Armando Llamado), era un fals directe que representava haver estat gravat a bord d'un vaixell anomenat Sea Mirror.
El 1989, Televisió Espanyola va emetre La verdadera historia de Ricardo Solfa, una docuficció que pretenia nodrir el vocalista amb una biografia inventada, i en què hi van participar, entre d'altres, Martirio i Pablo Carbonell. El mateix any també apareix interpretant-se a si mateix i cantant la cançó "Te compraré unos pendientes" al capítol María de las noches de la sèrie Delirios de amor, dirigit per Emma Cohen i protagonitzat per Vicky Peña i Francesc Orella, també a Televisió Espanyola.
El 1990 va presentar el programa España en solfa també a Televisió Espanyola, a mig camí entre la ficció i el documental sobre temes de música popular. Es va emetre el 1991 per La 2 i va estar compost de 12 capítols. El mateix any col·labora amb Javier Krahe, Gaston Segura i Quico Pi de la Serra en la composició d'una sarsuela que s'havia d'anomenar El Revoltoso, un encàrrec del Centre Dramàtic Nacional que mai es va arribar a estrenar.
El 1992 publica Ropa fina en las ruinas, el tercer treball discogràfic signat com a Ricardo Solfa, aquesta vegada autoproduit per ell mateix. Amb portada d'Iván Zulueta, es tracta d'un disc que es comença a allunyar del bolero i la cançó melòdica, i que retorna a les sonoritats més pròpies dels discs de Sisa dels anys 80. El mateix any treballa en la sèrie televisiva La seducción del caos, dirigida per Basilio Martín Patino i també apareix regularment al programa Betes i Films de Televisió de Catalunya, en què canta una sèrie d'esquetxos musicals amb arranjaments de Marc Grau.
L'any 1993 es publica el senzill Yo quiero un tebeo (1993), sintonia de l'11è Saló Internacional del Còmic de Barcelona. Produit per Marc Grau, Solfa hi interpreta la cançó promocional de la famosa revista infantil, conjuntament amb el músic nordcatalà Pascal Comelade i el seu grup d'intèrprets d'instruments de joguet, entre els quals figurava també el poeta Enric Casassas. El mateix any apareix en la pel·lícula Todos a la cárcel de Luis Garcia Berlanga en què interpreta la caricatura d'un cantautor vingut a menys i col·labora -de nou- amb la companyia teatral Dagoll Dagom, aquesta vegada component la sintonia de l'exitosa sèrie de televisió Oh, Europa de Televisió de Catalunya.
El 1994, la discogràfica PDI, posseïdora en aquell moment de tot el catàleg de l'antiga Edigsa, va publicar un CD doble que portava per títol Sisa: "el més galàctic". Es tractava d'un exhaustiu recopilatori amb voluntat retrospectiva que incloïa, ordenades per ordre cronològic, dues o tres cançons de cadascun dels treballs publicats entre 1968 i 1984 (cap de l'època de Ricardo Solfa, per tant). El disc va significar el primer símptoma d'un possible retorn de Sisa a Barcelona, del qual començaven a circular rumors i pel qual encara van fer falta 6 anys més d'espera. També va representar una oportunitat d'or per apropar l'obra més emblemàtica del cantautor a una nova generació d'aficionats a la música que havia crescut escoltant els grups de l'anomenat rock català dels 90, i a la qual l'obra de Sisa començava a quedar una mica lluny en el temps. La major part d'aquelles cançons s'editaven per primera vegada en format digital. El llibret del CD incloïa, a més, una extensa biografia de Sisa a càrrec del periodista Donat Putx, que reforçava la intenció pedagògica de l'àlbum.
L'abril de 1995 s'estrena la pel·lícula Tiempos Mejores del cineasta Jordi Grau, protagonitzada per Arturo Fernández, amb tota la banda sonora composta i signada per Jaume Sisa. Als crèdits del disc de la banda sonora hi apareixen dues cançons interpretades encara sota el nom de Ricardo Solfa.
El 1996, i ja preparant més explícitament la tornada a l'escena catalana, va editar el llibre-disc en castellà El Viajante (1996), signat com a Jaume Sisa, però encara unit als diversos alter ego que l'havien acompanyat al llarg de la carrera (Ricardo Solfa, Armando Llamado i Ventura Mestres, nom amb el qual havia signat alguna crítica musical en premsa durant els anys 70 i que també apareixia als crèdits d'alguns discs de Sisa com a comentarista). El mateix any compon de nou per a Dagoll Dagom la sintonia de la seqüela de la sèrie Oh Europa, aquesta vegada anomenada Oh Espanya. També paritcipa en la 5a edició del Festival Internacional de Trovadores y Juglares, que homenatjava al poeta Miquel Partí i Pol, i en el qual va estar acompanyat per Pau Riba i Albert Pla, entre d'altres cantautors.
També va ser l'any 1996 que, juntament amb l'amic Pau Riba, presenta a Granollers el recital poètic dramatitzat que més endavant anomenaran "Actors gramàtics", i amb el qual faran una llarga gira per Catalunya i Balears que durarà fins ben entrat el 1998. Fruit d'aquests recitals van editar conjuntament un llibre amb el mateix nom, amb poesies i textos de tots dos. El 1997 compòn la música de l'espectacle Torito Bravo, de la companyia de teatre Txirene, amb el qual va guanyar el premi Max de Composició Teatral.

### Etapa de maduresa (del 2000 al 2018)
Un cop tancada definitivament l'etapa com a Ricardo Solfa, Sisa reapareix de nou a Barcelona i en català amb el disc Visca la llibertat (2000). Va ser un retorn discogràfic molt esperat pel públic i va ser rebut amb tots els honors, com una mena de fill pròdig triomfant, per part de la premsa i els mitjans catalans. El disc va ser gravat de nou amb la col·laboració del músic nord-català Pascal Comelade i va ser presentat en directe al Palau de la Música, un espai on mai abans havia actuat i on, de fet, n'havia estat vetat als anys 70, en un únic concert que va ser enregistrat per Televisió de Catalunya.
Bola voladora (2002) és el títol del següent treball, un disc de versions i autoversions, produit de nou per Rafael Moll, amb què Sisa es presenta acompanyat de La Verbena Galàctica, un grup de músics d'estudi capitanajat pel pianista i compositor Xavi Lloses.
El següent disc amb cançons noves serà El congrés dels solitaris (2005), que tindrà una repercussió molt limitada. El mateix any, però, s'edita el disc Sisa al Zeleste 1975, que es distribueix encartat amb el número 112 de la revista Enderrock; es tracta d'una remasterització d'un recull de gravacions del moment més catàrtic del cantautor, inèdites fins a aquell moment, que es van poder recuperar gairebé per casualitat un cop la sala Zeleste va haver canviat de propietaris convertint-se en Razzmatazz.
Durant aquest any i el següent, Sisa s'autohomenatja amb una gira de concerts en solitari per commemorar els 30 anys de la publicació del disc Qualsevol nit pot sortir el sol, en què ell mateix interpreta en solitari i íntegrament els temes de l'àlbum de 1975. Aprofitant aquesta efemèride, es reedita el clàssic amb un llibret de 30 pàgines.
A partir d'aquest moment, i durant les dues dècades següents, comença a aparèixer sovint com a col·laborador en discos d'artistes de generacions més joves que l'admiren i el tenen de referent, com ara Roger Mas, Refree o Manel.
El 2006 enregistra juntament amb Luis Mendo un disc d'homenatge a Vainica Doble, el grup liderat per Carmen Santonja i Gloria Van Aerssen, que portava per títol Sisa y Suburbano cantan a Vainica Doble.
El 2008 publica Ni cap ni peus, produït per Joan Miquel Oliver, d'Antònia Font. Com a resultat d'aquesta col·laboració va fer una sèrie de concerts juntament amb els components del grup mallorquí excepte el cantant, sota el nom de "Sisa + Acapulco All Stars", la qual va començar al Festival Poparb d'aquell any.

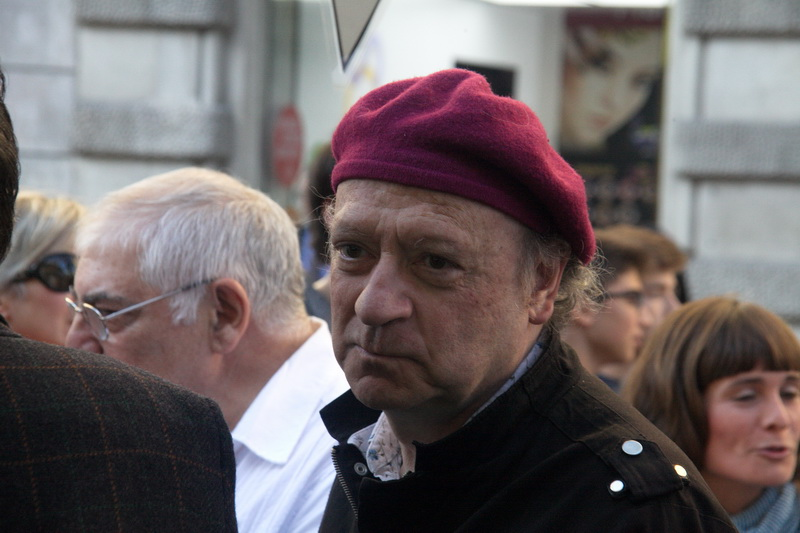
Jaume Sisa, el 2015

El mateix any 2008 va ser l'encarregat de dir el pregó de les Festes de la Mercè, amb un discurs en el qual va apel·lar a la Barcelona creativa i mestissa. Uns dies més tard, dins la programació musical de les mateixes festes, ofereix una actuació conjunta amb el seu veí d'infantesa, Joan Manuel Serrat, a la Plaça Catalunya de Barcelona.
L'any 2013 va posar música a l'espectacle teatral "Adiós a la infancia, una aventi de Marsé" una producció del Teatre Lliure amb textos de Juan Marsé, dramatúrgia de Pau Miró i direcció d'Oriol Broggi en què ell mateix hi interpretava el paper d'un bisbe pederasta. El mateix any publica el disc Extra, un recull de rareses musicals, cançons antigues que no s'havien publicat abans i versions en directe.
També el 2013, al Mercat de la Música Viva de Vic, estrena un espectacle conjuntament amb Quimi Portet i Joan Miquel Oliver, acompanyats d'Antonio Fidel, al baix, i Xarli Oliver, a la bateria. La trobada és batejada per ells mateixos com una mostra de "cançó galàctica, intercomarcal i d’ultramar". El 13 de març del 2014 van portar aquest espectacle a L'Auditori i Televisió de Catalunya el va enregistrar. El mateix any presenta, junt amb Carles Flavià un espectacle teatral, a mig camí entre la biografia i la ficció, que portava per títol "Tan bé que anàvem"; l'espectacle es va convertir també en un llibre homònim.
L'any 2015 apareix El comptador d'estrelles (Editorial Empúries), un llibre a mig camí entre la biografia i l'entrevista en profunditat a càrrec del periodista Donat Putx.
El darrer disc, autoproduït i editat el 2016, és Malalts del cel, un treball que ja no presentarà en directe i en què recupera col·laboradors de la primera època de la seva carrera musical: Pau Riba, Selene de Música Dispersa, els Melodrama, el violinista Xavier Riba i Dolors Palau. Va obtenir el premi de la crítica Enderrock 2017 al millor disc de l'any.
El 2018 apareix com a actor a "Sis personatges. Homenatge a Tomás Giner", una obra de teatre del Lliure que donava veu als usuaris de la Fundació Arrels. Aquesta obra va rebre el Premi de la Crítica 2018 en la categoria de Dramaturgia/Adaptació.

### Un cop retirat dels escenaris (a partir de 2019)
Sisa no va anunciar mai formalment una retirada dels escenaris (sense comptar, és clar, la retirada fictícia de 1984), però a partir del 2019 no se li coneix cap més actuació.
El 2019 va reunir a Els llibres galàctics de 1966-2018, publicat a Anagrama, tota la seva producció literària: lletres de cançons, cartes, dietaris i poemes.
L'any 2021 es presenta "L'home dibuixat. Una conversa amb Jaume Sisa", un documental de retrospectiu realitzat per Joan Celdran i Àngel Leiro.
Entre 2020 i 2023 va col·laborar setmanalment al programa El matí de Catalunya Ràdio, presentat per Laura Rosel, dins d'una secció anomenada L'univers Còsmic compartida a 3 bandes amb Pau Riba i Marina Rossell. Després de la mort de Riba, el març de 2022, s'hi va unir Joan Miquel Oliver.
Donat que no havia presentat l'últim disc en directe, un nombrós grup d'artistes i amics va fer un concert al Teatre Grec de Barcelona el 20 de juliol de 2022 per presentar Malalts del cel (6 anys més tard que es publiqués), interpretant-ne totes les cançons sense ell a l'escenari. L'espectacle va servir també d'homenatge a la seva figura. D'entre els artistes que hi van participar destaquen Marina Rossell, Roger Mas, David Carabén, Maria Arnal, Julio Bustamante, Joan Garriga, Guillem Gisbert, La Ludwig Band, Quimi Portet, o Maria Rodés.
El desembre de 2022 anuncià que estava preparant un nou programa per a Catalunya Ràdio en format pòdcast que portaria el nom de Ràdio Galàctica. El programa, en què el cantautor punxava músiques i arxius sonors d'origen i condició ben diversa, es va estrenar el 23 de setembre de 2023 i constava d'una primera temporada de 40 capítols, d'una durada de 50 minuts cadascun i una periodicitat setmanal.

## El terme "galàctic"
La resemantització del terme "galàctic/a" és l'aportació més significativa de Sisa al camp de les idees.
El terme apareix per primer cop, sense gaire més propòsit que el d'un mer recurs poètic, a la cançó El cabaret galàctic, inclosa al disc Galeta galàctica de 1976. En aquesta primera època també apareixen sovint referències indirectes del mateix camp semàntic en lletres d'algunes cançons com El comptador d'estrelles i Òrbites blaves.
Ben aviat Sisa començarà a presentar-se ell mateix com a "cantautor galàctic". Darrere d'aquest adjectiu, de mica en mica, anirà elaborant una teoria que l'ajudarà a explicar-se, com una manera d'escapar-se de les etiquetes i les modes de cada moment i singularitzar-se com a artista.
El 1984 Sisa identifica per primera vegada de manera integral la seva obra amb aquest adjectiu titulant el llibre "Lletres galàctiques", en què aplega totes les seves cançons i poemes escrits fins aquell moment. El 1994 apareix el disc recopilatori El més galàctic i més endavant també apareix la cançó Himne galàctic (Visca la Llibertat, 2000). Al disc Bola voladora (2002), la banda d'acomapanyament és anomenada La verbena galàctica. L'any 2019 apareixen els llibres "Els anys galàctics" i "Els llibres galàctics". I el 2023 estrena el pòdcast Galàctica.
El terme, però, convertit ja en un adjectiu genèric del camp de l'estètica, farà fortuna en l'àmbit de la premsa i els mitjans de comunicació cap a finals de la dècada dels 90, i serà encunyat per alguns artistes, periodistes i crítics musicals. Algunes vegades s'ha utilitzat com a etiqueta per referir-se únicament a l'estil musical del mateix Sisa, a manera d'un gènere musical imaginari (el crític musical Karles Torra el defineix com a lliure, irònic i oníric), del qual ell seria l'únic exponent. Altres vegades, però, també s'ha utilitzat per referir-se tant a l'obra de Sisa com a cert estil poètic i musical d'altres artistes coetanis o posteriors amb qui Sisa ha tingut relació artística, o identificables amb aquest mateix imaginari estètic: Pascal Comelade, Roger Mas, Joan Miquel Oliver i Quimi Portet entre d'altres. El 2013, el periodista Albert Om proposava aplegar sota aquest adjectiu un ventall una mica més ampli i eclèctic d'artistes, fins i tot més enllà de l'àmbit estrictament musical: Pau Riba, Francesc Pujols, Salvador Dalí, Carles Santos, Albert Pla, Adrià Puntí o Albert Serra.
El mateix Sisa entrarà en aquest joc semàntic amb la premsa, i a partir de cert moment començarà a referir-se també al "rollo galàctic", a l'"actitud galàctica", a la "teoria galàctica" o a la "filosofia galàctica", la qual definirà de diverses maneres en moments diferents. Per exemple, cap a l'any 2008, definia -mig de broma, mig seriosament- "els set pilars essencials del pensament galàctic: l'eliminació de tot apriorisme, la mirada esfèrica, la ironia, el sentiment local, l’alteritat del discurs, la consciència i la metafísica". El 2015, en canvi, explicaria que és "un mètode que observa el funcionament i la inabastable diversitat de l'univers [···] i l'aplica a la vida humana". El 2019, en una entrevista al setmanari El Temps, declararia que “la filosofia galàctica es basa en tres potes: la filosofia de Pujols, les idees llibertàries i la contracultura dels 60”.
A partir de la dècada dels 2000, el terme començarà a aparèixer en articles o referències musicals totalment desvinculades de l'obra de Sisa. Així, apareix en expressions com "la tripulació galàctica" referida al grup d'El Petit de Cal Eril, el programa de pensament La Caverna Galàctica de Ràdio Sabadell, el Festival Galàctic de cançó i poesia a Igualada, o bé la banda "El Mariatxi Galàctic" de Joan Garriga. Fins i tot es poden trobar referències d'aquest terme referides a àmbits no estrictament musicals com ara la poesia d'Enric Casasses.

## Obra

### Discografia amb Música Dispersa
| Any  | Títol           |
| ---- | --------------- |
| 1970 | Música Dispersa |

### Discografia com a Jaume Sisa
| Any  | Títol                                   | Segell               | Comentaris |
| ---- | --------------------------------------- | -------------------- | --- |
| 1968 | L'home dibuixat                         | Edelton Hi-Fi        | Senzill |
| 1969 | Miniatura                               | Concentric           | EP comparttit amb Pau Riba, El Cachas i Albert Batiste                                                         |
| 1971 | Orgia                                   | Als 4 vents / EDIGSA | |
| 1975 | Qualsevol nit pot sortir el sol         | Zeleste / EDIGSA     | |
| 1976 | Galeta galàctica                        | Zeleste / EDIGSA     | |
| 1977 | La catedral                             | Zeleste / EDIGSA     | Doble LP |
| 1979 | La màgia de l'estudiant                 | EDIGSA               | |
| 1979 | Antaviana                               | EDIGSA               | Amb textos de Pere Calders i Josep Carner                                                                      |
| 1979 | Sisa i Melodrama                        | EDIGSA               | Fals directe                                                                                                   |
| 1981 | Nit de Sant Joan                        | EDIGSA               | Se'n publicà també una versió en espanyol: Noche de San Juan                                                   |
| 1982 | Barcelona postal                        | EDIGSA               | |
| 1983 | Roda la música                          | PDI                  | |
| 1984 | Transcantautor                          | PDI                  | Doble LP |
| 1985 | Sisa                                    | PDI                  | Recopilatori                                                                                                   |
| 1994 | Sisa: "El més galàctic"                 | PDI                  | Recopilatori. Doble CD que inclou una biografia a càrrec de Donat Putx.                                        |
| 1995 | Tiempos mejores                         | Satelite K           | Banda sonora original de la pel·lícula de Jordi Grau                                                           |
| 1996 | El Viajante                             | El Europeo Música    | Sigant juntament amb els alter-ego d'ell mateix Ventura Mestres, Armando Llamado i Ricardo Solfa (disc-llibre) |
| 2000 | Visca la llibertat                      | Drac-Virgin          | Amb Pascal Comelade                                                                                            |
| 2002 | Bola voladora                           | Drac-Virgin          | Disc d'autoversions                                                                                            |
| 2005 | Sisa al Zeleste 1975                    | Enderrock Discos     | En directe |
| 2005 | El congrés dels solitaris               | Discmedi / Blau      | |
| 2006 | Sisa y Suburbano cantan a Vainica Doble | Factoría Autor       | |
| 2008 | Ni cap ni peus                          | Satélite K           | Amb Joan Miquel Oliver, d'Antònia Font.                                                                        |
| 2013 | Extra                                   | Satélite K           | Disc de rarereses i versions inèdites                                                                          |
| 2016 | Malalts del cel                         | Satélite K           | |

### Discografia com a Ricardo Solfa
| Data de publicació | Títol                                    |                           |
| ------------------ | ---------------------------------------- | ------------------------- |
| 1987               | Carta a la novia                         | Produït per Mario Pacheco |
| 1989               | Cuando tú seas mayor                     | Fals directe              |
| 1992               | Ropa fina en las ruinas                  |                           |
| 1993               | Yo quiero un tebeo (amb Pascal Comelade) | Senzill d'una sola cançó  |

### Col·laboracions amb altres artistes
| Any  | Títol cançó o disc                      | Artista                          | Tipus de col·laboració      |
| ---- | --------------------------------------- | -------------------------------- | --------------------------- |
| 1970 | Dioptria 2 -disc sencer-                | Pau Riba                         | músic d'estudi              |
| 1978 | Bajo el cielo de Palma                  | Orquestra Plateria               | Apareix com a Ricardo Solfa |
| 1980 | Col·legi revisitat                      | Rocky Muntanyola (Jordi Batiste) | Veus                        |
| 1986 | Hay mujeres                             | Joaquín Sabina                   | Apareix com a Ricardo Solfa |
| 1996 | Tiene tumbao                            | Gato Pérez                       | Canta a duo                 |
| 2001 | L'àngel i els pastors i La Mare de Déu  | Tradicional / Pau Riba           | Veus                        |
| 2003 | I la pluja es va assecar...             | Roger Mas                        | Canta (també amb Pau Riba)  |
| 2003 | Quisiera ser poeta, quisiera ser cometa | Gato Pérez                       | Album de tribut             |
| 2005 | L'herència                              | Refree                           | Veus                        |
| 2006 | Carbón de Ron i El Adiós del Soldado    | Marina Rossell                   | Canta a duo                 |
| 2008 | Passos de zebra a l'infinit             | Splac                            | Veus                        |
| 2009 | Per què la gent s'avorreix tant?        | Joan Manuel Serrat               | Àlbum de tribut             |
| 2011 | Rosa de foc                             | Jordi Batiste                    | Veus / cors                 |
| 2013 | Presentazione Protocolaria              | Orchestra Fireluche              |                             |
| 2017 | Déjame vivir con alegria                | Vainica Doble                    | Àlbum de tribut             |
| 2017 | Un pèl nou, un pèl antic                | Pere Tapias                      | Àlbum de tribut             |
| 2019 | El vell músic                           | Manel                            | Canta a duo                 |

### Llibres
| Any  | Títol                                         | Editorial         |
| ---- | --------------------------------------------- | ----------------- |
| 1984 | Lletres galàctiques                           | Edicions del Mall |
| 1984 | Letras galácticas                             | Edicions del Mall |
| 1996 | El Viajante                                   | El Europeo        |
| 1997 | Actors gramàtics (coautor amb Pau Riba)       | Matriu/Matràs     |
| 2013 | Tan bé que anàvem (coautor amb Carles Flavià) | Comanegra         |
| 2016 | Qualsevol nit pot sortir el sol               | Corre la Voz      |
| 2019 | Els llibres galàctics 1966-2018               | Anagrama          |
| 2019 | Sisa. Els anys galàctics                      | Norma Editorial   |

### Teatre
| Any  | Títol                                    | Producció                     | Comentaris                                   |
| ---- | ---------------------------------------- | ----------------------------- | -------------------------------------------- |
| 1978 | Antaviana                                | Dagoll Dagom                  | Compon la música i hi actua                  |
| 1982 | Nit de Sant Joan                         | Dagoll Dagom                  | Compon la música i hi actua                  |
| 1983 | Èxit                                     | Tricicle                      | Compon la música                             |
| 1986 | La reina del Nilo                        | Moncho Alupente               | Apareix com a actor                          |
| 1991 | El revoltoso                             | Javier Krahe                  | Projecte de sarsuela que no va veure la llum |
| 1997 | Torito Bravo                             | Txirene                       | Compon la música                             |
| 2013 | Adiós a la infancia, una aventi de Marsé | Teatre Lliure                 | Compon la música i hi actua                  |
| 2014 | Tan bé que anàvem                        | pròpia                        | Coatuor i hi actua                           |
| 2018 | Sis personatges. Homenatge a Tomás Giner | Teatre Lliure/Fundació Arrels | Hi actua                                     |

### Filmografia
| Any  | Títol                                        | Direcció                         | Comentaris                             |
| ---- | -------------------------------------------- | -------------------------------- | -------------------------------------- |
| 1976 | La nova cançó                                | Francesc Bellmunt                | Documental musical                     |
| 1976 | Canet Rock                                   | Francesc Bellmunt                | Documental musical                     |
| 1981 | Tres por cuatro                              | Manuel Iborra                    | Apareix com a actor                    |
| 1986 | Delirios de amor                             | Diversos directors               | Apareix com a actor i posa música      |
| 1986 | Caín                                         | Manuel Iborra                    | Apareix com a actor                    |
| 1987 | Madrid                                       | Basilio Martín Patino            | Apareix com a actor                    |
| 1989 | El baile del pato                            | Manuel Iborra                    | Apareix com a actor                    |
| 1993 | Todos a la cárcel                            | Luis Garcia Berlanga             | Apareix com a actor                    |
| 1994 | Don Jaime el Conquistador                    | Antoni Verdaguer                 | Apareix com a actor                    |
| 1995 | Tiempos mejores                              | Jordi Grau                       | Compon i hi interpreta la banda sonora |
| 2002 | El gran Gato                                 | Ventura Pons                     | Documental musical                     |
| 2002 | La seducción del caos                        | Basilio Martín Patino            | Apareix com a actor                    |
| 2014 | Murieron por encima de sus posibilidades     | Isaki Lacuesta                   | Apareix com a actor                    |
| 2021 | L'home dibuixat. Una conversa amb Jaume Sisa | Joan Celdran Danés i Àngel Leiro | Documental / entrevista                |

### Televisió
| Any  | Títol                     | Cadena                 | Comentaris                                             |
| ---- | ------------------------- | ---------------------- | ------------------------------------------------------ |
| 1977 | Terra d'escudella         | Televisió Espanyola    | Canta i compon la sintonia i hi actua en directe       |
| 1979 | Quitxalla                 | Televisió Espanyola    | Hi actua esporàdicament en directe                     |
| 1980 | La Cucafera               | Televisió Espanyola    | Compon i canta la sintonia                             |
| 1983 | Planeta imaginari         | Televisió Espanyola    | Hi actua esporàdicament en directe                     |
| 1989 | Delirios de Amor (sèrie)  | Televisió Espanyola    | Apareix cantant en un capítol (com a Ricardo Solfa)    |
| 1991 | España en solfa           | Televisió Espanyola    | Fa de presentador (com a Ricardo Solfa)                |
| 1992 | Betes i films             | Televisió de Catalunya | Hi actua setmanalment en directe (com a Ricardo Solfa) |
| 1993 | Oh, Europa                | Televisió de Catalunya | Compon i hi canta la sintonia                          |
| 1996 | Oh, Espanya               | Televisió de Catalunya | Compon i hi canta la sintonia                          |
| 2013 | El Convidat amb Albert Om | Televisió de Catalunya | Apareix com a entrevistat                              |
| 2016 | Una nit a la Terra        | Barcelona Televisió    | Apareix com a entrevistat                              |